# Limnophyton fluitans
Limnophyton fluitans är en svaltingväxtart som beskrevs av Karl Otto Robert Peter Paul Graebner. Limnophyton fluitans ingår i släktet Limnophyton och familjen svaltingväxter. IUCN kategoriserar arten globalt som sårbar. Inga underarter finns listade.